# واکسن غیرفعال شده

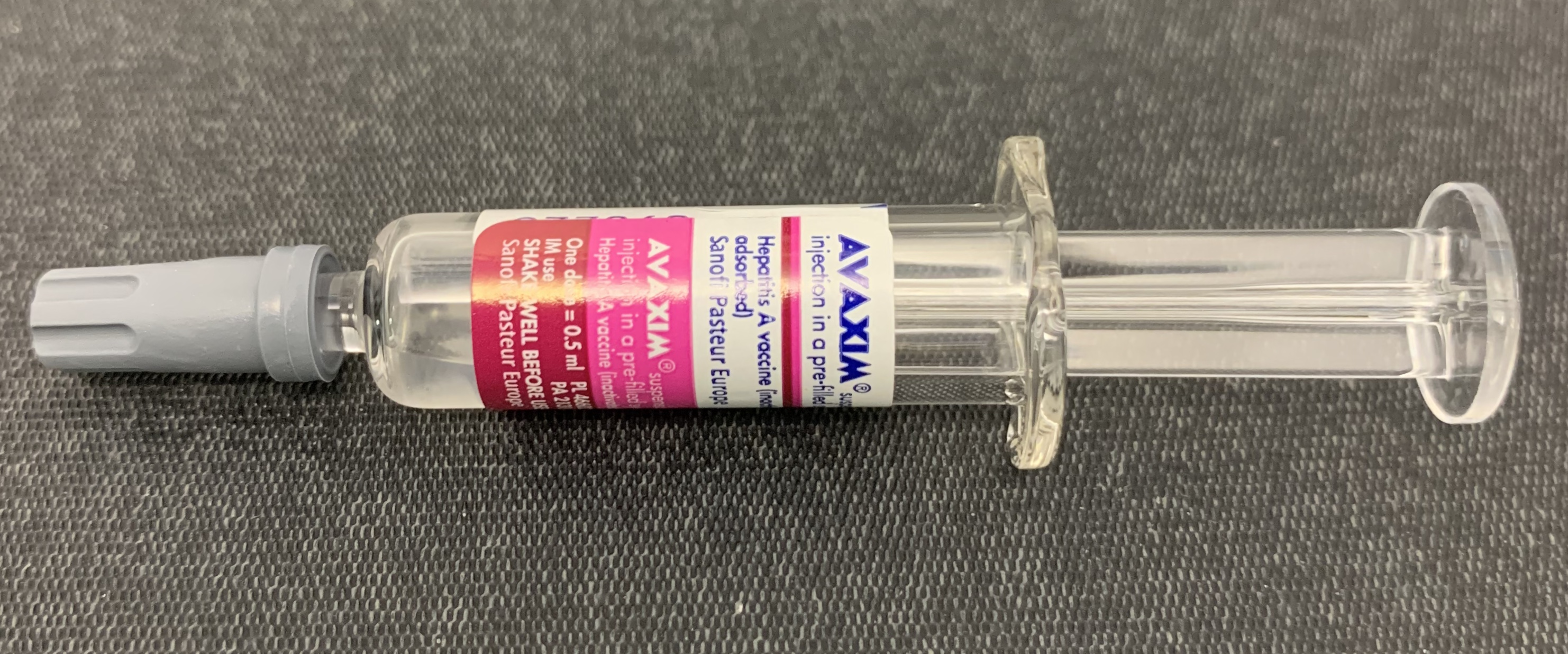
آواکسیم، نام تجاری واکسن هپاتیت A

واکسن غیرفعال شده یا واکسن کشته شده (به انگلیسی: Inactivated vaccine) نوعی واکسن است که شامل ذرات ویروس یا باکتری‌ها یا سایر عوامل بیماری‌زا که تحت شرایط کنترل شده در محیط کشت، تکثیر شده و پس از آن برای ممانعت از بیماری‌زایی، کشته شده‌اند. در مقابل، واکسن‌های زنده از عوامل بیماری‌زایی استفاده می‌کنند که هنوز زنده هستند اما بسیار ضعیف شده‌اند. ویروس‌ها با استفاده از گرما یا به وسیلهٔ فرمالدهید کشته می‌شوند.
واکسن‌های غیرفعال شده بر اساس روشی که برای غیرفعال‌سازی ویروس استفاده می‌شود، در گروه‌های مختلفی طبقه‌بندی می‌شوند. در واکسن‌های ویروس کامل از کل اجزای ویروس استفاده می‌شود و ویروس با استفاده از گرما، مواد شیمیایی یا اشعه کاملاً از بین می‌رود. واکسن‌های ویروس تکه‌تکه شده نیز نوع دیگری از واکسن‌های غیرفعال است که با استفاده از یک مادهٔ حلال، در عملکرد ویروس ایجاد اختلال می‌شود.
واکسن‌های زیر واحد با خالص‌سازی و جداسازی آنتی‌ژن‌ها به خوبی و به بهترین صورت سیستم ایمنی بدن را تحریک می‌کنند تا به ویروس پاسخ ایمنی بدهد. این در حالی است که سایر اجزای لازم برای تکثیر یا زنده ماندن ویروس و ایجاد اثرات منفی بر روی بدن، از بین رفته و فقط آنتی‌ژن‌های ویروس باقی مانده‌اند.
از آن‌جا که ویروس‌های غیرفعال نسبت به ویروس‌های زنده پاسخ ضعیف‌تری توسط سیستم ایمنی بدن به دنبال دارند، ممکن است برای ایجاد یک پاسخ ایمنی مؤثر در برابر عوامل بیماری‌زا، به مواد کمکی ایمونولوژیک و تزریق‌های تقویت کننده یا تزریق یادآور نیاز باشد. معمولاً واکسن‌های ضعیف شده برای افراد سالم مناسب هستند و یک دوز مصرفی از این واکسن‌ها اغلب بی‌خطر و بسیار مؤثر است. با این حال، برخی از افراد مانند افراد مسن یا افراد دارای نقص ایمنی نمی‌توانند واکسن‌های ضعیف شده را مصرف کنند زیرا عامل بیماری‌زا می‌تواند خطرات زیادی برای آن‌ها ایجاد کند. برای این‌گونه از افراد، واکسن غیرفعال شده می‌تواند انتخاب مناسب‌تری باشد.

## مثال‌ها
انواع:
- ویروسی:
  - واکسن فلج اطفال
  - واکسن هپاتیت آ
  - واکسن هاری
  - بیشتر واکسن‌های آنفلوانزا
  - واکسن آنسفالیت کنه‌ای
- باکتریایی:
  - واکسن تزریقی حصبه
  - واکسن وبا
  - واکسن سیاه‌سرفه
  - واکسن طاعون

## سازوکار
در این روش، پاتوژن، از بین رفته و نمی‌تواند تقسیم شود، اما بخشی از یک‌پارچگی خود را حفظ می‌کند و توسط سیستم ایمنی بدن شناسایی شده و باعث ایجاد پاسخ ایمنی تطبیقی می‌شود. در صورت تولید صحیح این نوع از واکسن‌ها، واکسن بی‌خطر است اما غیرفعال‌سازی نامناسب عامل بیماری‌زا می‌تواند باعث ایجاد عفونت و بیماری شود. از آن‌جا که عوامل بیماری‌زای کشته شده در واکسنی که به درستی تولید شده، تولیدمثل و تکثیر ندارند، برای تداوم ایمنی بدن نیاز به تزریق دوره‌ای واکسن وجود دارد.